# ماریا واسیلیونا پاولوا
ماریا واسیلیونا پاولوا  (روسی: Мария Васильевна Павлова; خواهرزاده گورتینسکیا (Гортынская (۲۶ ژوئن ۱۸۵۴–۲۳ دسامبر ۱۹۳۸) یک اوکراینی بود که در دوران امپراتوری روسیه و اتحاد جماهیر شوروی به عنوان دیرینه‌شناس و عضو آکادمی در مسکو مشغول به کار شد. او به خاطر تحقیقاتش در مورد فسیل‌ها و نامگذاری پستانداران سم‌دار دوره ترشیاری شناخته می‌شود. او استاد دانشگاه ایالتی مسکو بود. او همچنین تلاش‌های زیادی برای تأسیس موزه دیرینه‌شناسی در دانشگاه انجام داد. در سال ۱۹۲۶، این موزه به نام او و همسر دومش، الکسی پتروویچ پاولوف، زمین‌شناس، دیرینه‌شناس و عضو آکادمی که سهم قابل توجهی در زمینه چینه‌شناسی داشت، نامگذاری شد.

## اوایل زندگی

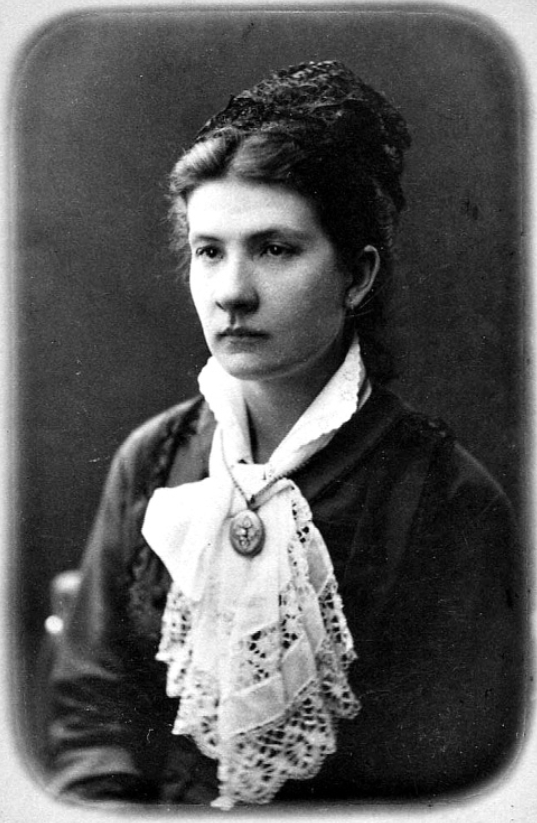
در سال ۱۸۸۰

ماریا واسیلیِونا گورتینسکایا در سال ۱۸۵۴ در کوزلتس، اوکراین متولد شد. او تا یازده سالگی در سال ۱۸۶۵ در خانه تحصیل کرد. تحصیلات متوسطه او در مؤسسه دوشیزگان اشرافی در کیف بود که آن را در سال ۱۸۷۰ در سن شانزده سالگی به پایان رساند. اولین ازدواج او با ایلیچ-شیشاتسکی بود که اندکی پس از عروسی آنها درگذشت.
در سال ۱۸۸۰، او برای تحصیل به پاریس نقل مکان کرد. او تعدادی از موضوعات تاریخ طبیعی را مطالعه کرد و در موزه ملی تاریخ طبیعی پاریس، زیر نظر آلبرت گادری، به تحقیق پرداخت. او همچنین در دانشگاه پاریس تحصیل کرد.
پس از فارغ‌التحصیلی از دانشگاه سوربن در سال ۱۸۸۴، او به مسکو نقل مکان کرد و با زمین‌شناس و دیرینه‌شناس، الکسی پی. پاولوف، که در پاریس با او آشنا شده بود، ازدواج کرد. او زمین‌شناس، دیرینه‌شناس و عضو آکادمی بود که استاد دانشگاه مسکو و آکادمی علوم امپراتوری سن پترزبورگ بود. او به خاطر مشارکت‌های قابل توجهش در زمینه چینه‌شناسی شناخته شده است.

## شغل

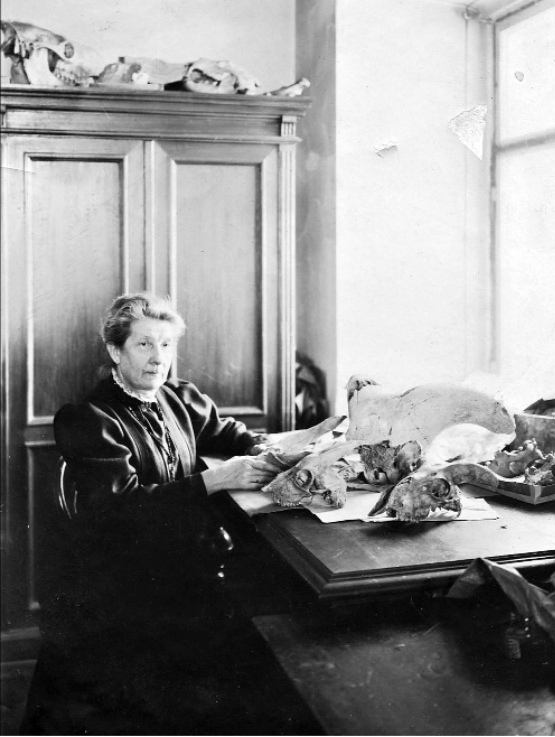
در سال ۱۹۱۰ در مجموعه‌های زمین‌شناسی دانشگاه امپریال مسکو

پاولووا در ابتدا مجموعه‌های زمین‌شناسی موزه دانشگاه ایالتی مسکو را بدون دریافت دستمزد مطالعه می‌کرد. او از ارائه مقالاتی در مورد آمونیت‌های کرتاسه اولیه از منطقه ولگا، به تحقیق در مورد پستانداران دوران سوم روی آورد. او تکامل آنها را با استفاده از داده‌های جمع‌آوری‌شده از روسیه، اروپای غربی و آمریکا مطالعه کرد. کار او به مخاطبان بین‌المللی رسید و به خوبی شناخته شد. او پستانداران سم‌دار و خرطوم‌داران را مطالعه کرد. تا سال ۱۸۹۴، او روی ماستودون‌های روسی کار می‌کرد.
در سال ۱۸۹۷، پاولووا یکی از تنها دو زنی بود که برای عضویت در کمیته سازماندهی و ارائه سخنرانی در اولین کنگره بین‌المللی زمین‌شناسی (IGC) که در سن پترزبورگ روسیه برگزار شد، دعوت شد. او کتاب «فیل‌های فسیلی» را در سال ۱۸۹۹ منتشر کرد. او در ادامه به توصیف گروه‌های جداگانه‌ای از پستانداران فسیلی و توصیف جانوران کامل پرداخت. به عنوان مثال، شناخته‌شده‌ترین گونه از جنس بلوچی‌دد که او در سال ۱۹۲۲ نامگذاری کرد، یعنی پی. ترانس اورالیکوم، مبنایی است که بیشتر بازسازی‌های پاراسراترها بر اساس آن انجام می‌شود، اگرچه این گونه توسط برخی از محققان مترادف کوچکتر پی. آسیاتیکوم در نظر گرفته می‌شود که قبلاً در سال ۱۹۱۸ نامگذاری شده بود.
پاولووا در سال ۱۹۱۹ به مقام استادی در دانشگاه ایالتی مسکو منصوب شد.
کار گسترده او در توصیف و ردیابی خطوط ژنتیکی بسیاری از پستانداران بزرگ، از مطالعه مجموعه‌هایی که قرار بود در موزه دیرینه‌شناسی دانشگاه دولتی مسکو که او در تأسیس آن نقش مهمی داشت، گنجانده شوند، حاصل شد. در سال ۱۹۲۶، این موزه به پاس قدردانی از تحقیقات او و همسرش، به‌طور مشترک به نام او و همسرش نامگذاری شد. او در سال ۱۹۲۹ درگذشت.
او در آخرین سفر اکتشافی زمین‌شناسی خود در سال ۱۹۳۱ به شهر خوالینسک، واقع در روسیه، در نزدیکی رودخانه ولگا، رفت.
ماریا واسیلیونا پاولووا در سن ۸۴ سالگی در ۲۳ دسامبر ۱۹۳۸ در مسکو درگذشت. او در گورستان نوودویچی به خاک سپرده شد.

## عضویت‌های حرفه‌ای
پاولووا عضو بسیاری از سازمان‌های علمی روسیه بود، از جمله:
- انجمن طبیعت‌گرایان مسکو
- عضو افتخاری انجمن کانی‌شناسی (عضو افتخاری)
- انجمن آماتورهای علوم طبیعی، مردم‌شناسی و مردم نگاری مسکو
- انجمن جغرافیایی روسیه
- انجمن آماتورهای علوم طبیعی اورال
- انجمن طبیعت‌گرایان نووروسیسک
- انجمن معدن روسیه
- آکادمی علوم اتحاد جماهیر شوروی (عضو افتخاری)

1. ↑  Variant spellings include Marie and Mariia for her given name and Pavlov or Pavlow for her surname by marriage.